# آدیوس، امریکا: برنامه چپ برای تبدیل کشورمان به یک جهنم دره جهان سومی
آدیوس، آمریکا: برنامه چپ برای تبدیل کشورمان به یک جهنم دره جهان سومی (انگلیسی: Adios, America: The Left's Plan to Turn Our Country Into a Third World Hellhole) کتابیست منتشره در سال ۲۰۱۵ دربارهٔ مهاجرت از ان کولتر نویسندهٔ محافظه کار. این کتاب از فهرست کتب پرفروش نیو یورک تایمز است.

## خلاصه
کتاب شرح می‌دهد آمریکا چگونه به باور کولتر از مهاجرت غیرقانونی به ایالات متحده آمریکا از مکزیک آسیب می‌بیند.

## دریافت نزد منتقدین
جی نوردلینگر از نشنال ریویو،آن را «کتابی جدی که نکاتی جدی را خاطر نشان می‌سازد» خواند. تیمتی ایگن آن را در اندیشهٔ دونالد ترامپ در خصوص آن مهاجرین اثرگذار دانسته گرچه خود او از آنها در ساخت هتلهایش منتفع شده است.